# 오골계

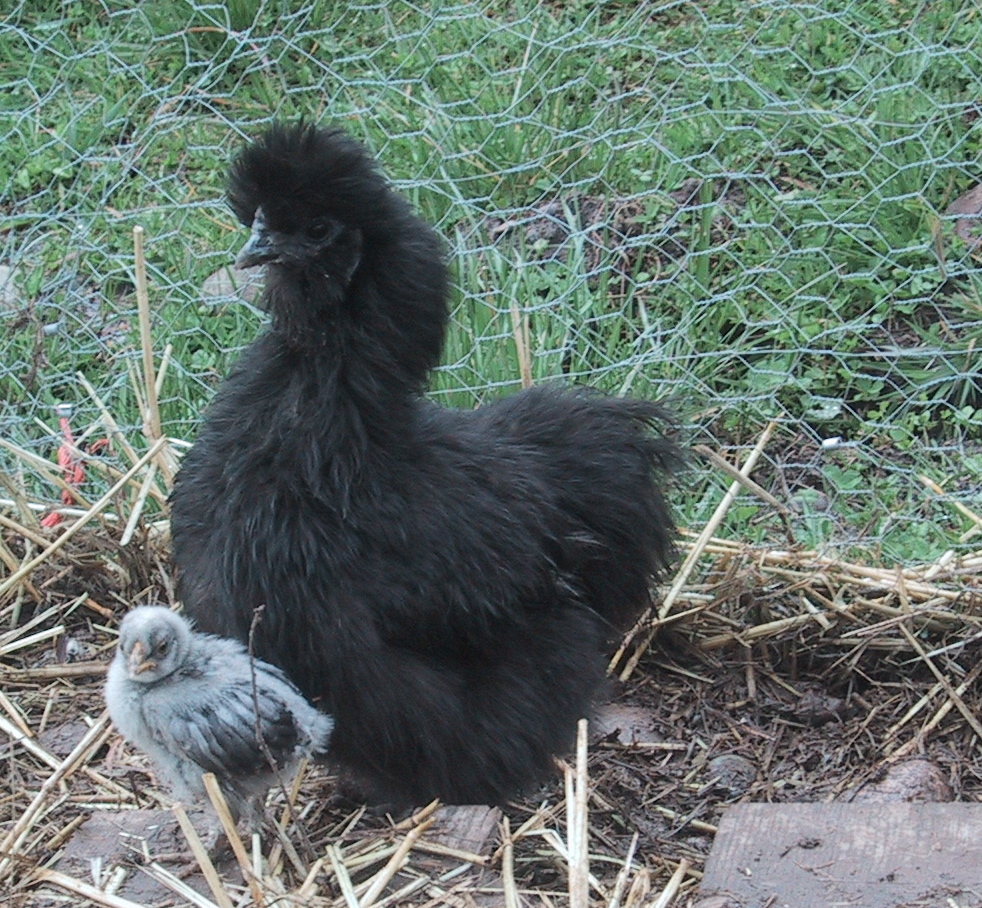
烏雌鷄 검은털 오골계

오골계(烏骨鷄 , 영어: Gallus gallus domesticus Brisson)는 닭의 한 품종으로, 살·가죽·뼈가 모두 검은 것이 특징이다. 중국에서 기원된 코친(cochin)의 체형을 가진 닭의 한 품종으로 영어권 국가에서는 털이 부드러워 흔히 실키(silkie)라고 부른다.    현재 국내에서 사육되고 있는 오골계는 대부분 혼합종이다.

## 역사
오골계의 기원이 명확히 밝혀진 바는 없으나 그 기원을 가장 잘 설명해주는 지역이 중국이다. 동남아시아에서의 오골계에 대한 언급도 있다. 마르코 폴로는 오골계에 대해 최초로 기록하였는데 13세기에 아시아 여행 기간 중 이 닭에 대해 기술하였다.
일본에서는 우콧케이(烏骨鶏), 중국에서는 쓰위(絲羽)우구지 또는 바이펑(白鳳)우구지라고 말한다. 영어권에서는 흔히 실키 파울(silky fowl)이라고 부른다. 비단결 같은 깃털을 가진 가금(家禽)이란 뜻이다.
21세기에는 오골계가 약용, 식용 이외에도 관상용 품종으로 인기가 많다. 이들은 관상용 및 애완용 닭으로 키워지기도 하고, 동물원에서도 볼 수 있다. 또한 가금류나 물새류를 사육할 때, 새끼 새들의 대리모로 활용되기도 한다.

### 한국으로의 전래
이 품종이 언제 한국에 전래 되었는지는 정확히 알 수 없으나 고려시대 말기 공민왕 (恭愍王)때의 신돈(辛旽)의 이야기에 오골계가 나오고 조선시대말 경주의 경주법주로 유명한 명문가인 최가에서 사육하였다는 기록으로 보아 오래전부터 사대부 집안에서 사육해온 것으로 보인다. 한국의 오골계는 1925년 일제시대 조선총독부의 천연기념물 보존령에 의해 천연기념물로 지정되었다 그후 광복으로 해방이후인 1962년 천연기념물 제 135호 재지정되었다가 최근인 1988년에 전염병 등으로 절종하여 천연기념물에서 해제되었는데 그당시 해제된 오골계는 지금의 검은색 오계와는 다른 대라리 오골계로 실크형의 깃털을 가진 오골계인데, 사육 배경을 보면 경주의 명문가인 최씨 집안에서 기르던 것을 취종하여 권씨 집안에서 사육하였다고 한다.

## 특징
오골계의 깃털모양은 실크형이고 이 때문에 다른 닭과 반대로 잘 날지 못한다. 색상은 주로 백색이나 흑색 품종도 있다.
충남 논산의 연산 오계와는 달리 대라리 오골계는 백색의 깃털에 청자색이 나는 귓볼(귓불), 5개의 발가락과 다리의 각모, 딸기형의 벼슬, 실크형의 깃털을 가진 것이 특징이다. 체중은 절종되기 전에 측정된 기록을 보면 수컷은 1.5kg 내외였으며, 암컷은 0.64~1.13kg이었다고 한다. 종란의 지름은 48.8~51.3mm×36.7~36.9mm이다.
깃털이 실크형이 아니거나, 부리나 발이 초록색이거나, 볏이 뿔처럼 튀어나오거나, 볏이나 얼굴이 붉거나, 눈이 다른 것보다 검거나, 발가락이 5개가 아니거나 털이 없는 발가락과 발이 있거나, 볏이 단관이면 실격된다.

## 같이 보기
- 닭
- 연산 화악리의 오계